# 深森らえる
深森 らえる（ふかもり らえる、10月29日 - ）は、日本の女性声優、女優。東京都出身。アル・シェア所属（業務提携）。

## 略歴
東京大学文学部言語文化学科卒業。
以前はTABプロダクションに所属していたことがあり、舞台演劇の経験もある。

## 出演

### テレビ番組
- 女将になります（ナレーション）
- 世界バリバリ★バリュー（ボイスオーバー）
- たけしの誰でもピカソ（ボイスオーバー）
- すてきにリメイク!〜シャビー・シックな世界〜
- キルトはおまかせ!
- エンジョイ・ホームスタイル
- チャオ・イタリア
- アメリカソーイング
- マーサのソーイングルーム
- ゆっくり長旅大歓迎
- 医療のフロンティア
- 健康日誌
- 歴史ドキュメンタリー（ナレーション）
- クイズプレゼンバラエティー Qさま!!(2011年8月8日放送分/東大卒チームに回答者として出演)
- 女の体当たりサーチ番組 なぜ?そこ?(2015年5月27日放送分)

### テレビアニメ
- チャーリーとこぐまのミモ（チャーリー）

### 劇場アニメ
- 銀色の髪のアギト
- 算法少女（みつ[4]）

### ゲーム
- プレイステーション ボカンGO!GO!GO!（アマッタン）
- プレイステーション オズの魔法使い ールングルングー（グリンダ）
- プレイステーション カートン君（ワタシ、チュータ）
- PC AI 麻雀 2000（大月美咲）
- SEGA くまのプーさん じゃんけんステップ（ゲームインストボイス）
- SEGA パズルショック（ゲームインストボイス）
- タカラ ペットバードダイちゃん（ダイちゃん）
- PSP プリPia〜プリンスPia♥キャロット〜（柚木奈緒[5]）

### 吹き替え
- アルビン/歌うシマリス3兄弟
- エイリアン・フロム・ダークネス（女学生）
- エリザベス（ノリス）
- デザート・ブルー（イーライ）
- 【パブリックドメインDVD】
  - 巨星ジーグフェルド（メリー、ルー）
  - キングソロモン（ガーグル）
  - グランドホテル（交換手）
  - 三十四丁目の奇蹟（スーザン）
  - 自転車泥棒（泥棒の母）
  - 紳士協定（受付）
  - 戦艦バウンティ号の叛乱（テハニ）
  - バルカン超特急（シスター）
  - フライング・タイガー（メリアン）
  - 若草物語（ベス）
  - わが谷は緑なりき（メリーアン）
  - 私は告白する（少女）

### CD
- NANA CHANNELミーナの大航海（サガン）
- タキオンCDドラマオーディション入賞（ゆり子）
- カラオケ サウンドドラマ 銀河への願い（案内嬢）

### 教材関連
- ボイスキッズクラブ「声優達人講座」基礎編（ナビゲーター）
- ボイスキッズクラブ「声優達人講座」応用編（ナビゲーター）
- 日本語学習 CD-ROM 『コボちゃん』（コボちゃん）
- 中経出版 『声に出して覚える英語構文絶対出る75（日本語訳女性）
- 日本交通安全協会 VP （顔出）（運転者）
- 小学生用教材 トラックターミナルの仕組み（トラゴ、トラナナ）

### パーソナリティ
- Jam-station
  - NANA channel （水樹奈々パーソナリティー番組）（アシスタント）
  - Raele's Healing Garden（メインパーソナリティー）
  - World Wide Talk（メインパーソナリティー）
- 耳をすませば（メインパーソナリティー）
- 武蔵野FM グッドモーニングむさしの（メインパーソナリティー）
- 音楽共和国（アシスタント）
- さわやかポエム（ポエムリーディング担当）

### 映画
- 陽気なギャングが地球を回す
- 多摩川少女戦争
- 愚連

### イベント
- S @ va Festa 2000（総合司会）
- 吉祥寺アニメフェスティバル2002
- 公開ラジオ放送 アニメリレートーク（司会）
- なりきりアリーテ姫授賞式 (MC)
- 東京大学 アニメーション研究会 駒場祭イベント（司会）
- 水樹奈々ライブ（ヤマハホール）（司会進行、ライブ内ドラマ出演）
- 水の日の詩語（セルフプロデュースライブ・「詩語」ポエトリーリーディング）
- 六本木イベント LIVE JOINING（「詩語」ポエトリーリーディング）
- 横浜音楽祭（「詩語」ポエトリーリーディング）
- 大阪イベント SWEETTEASE 「お茶会革命」（「詩語」ポエトリーリーディング）

### ラジオCM
- 東京電力
- FF ショッピングセンター
- サンクス「三都フェア」
- お正月用サンクス CM
- 東京不動産
- オペラ
- 第14回吉祥寺音楽祭
- 吉祥寺ウエルカムキャンペーン
- 日本脱毛教会
- シーボンフェーシャリストサロン
- 社会福祉法人武蔵野
- フランス料理パリジェンヌ
- 河合塾

### 携帯電話
- au 写真つき着声サイト「オシゴエ」
- au イラスト付着声「絵しゃべりメール」

### 舞台
- KMJ ダンス公演
  - 「森は生きている」（東の大使夫人、八月の精）
  - 「オズの魔法使い」（水の精、マンチキンの住人、女王）
- 笑軍プロデュース
  - 「南総里見八犬伝」（浜路、船虫）
  - 「小年都市 GARIA 飛行計画」（さくら）
- 文三劇場
  - 東京大学大学祭「ゴジラ」（弥生）
- KUKU81 プロデュース公演
  - 「不思議の国のまくべす」（魔女）
- すたあ☆トリック
  - サイキックドリーマー（瞳）
  - サブリミナル ミッション（亜里砂）
  - sakura（すみれ）
- 受付の女たち'04

### 朗読劇
- アヒルと鴨のコインロッカー（ペット殺し / 語り）
- 空飛び猫（ハリエット）
- 砂漠（鳩麦、語り）

### インターネット
- 声優ポータルサイト Jam-station
- 援交バスターズ！（鎌倉亜希子）
- 天使達の憂鬱（ビーナス）
- サウンドラブ（中森衿子）
- Y-knot e-card
  - 新春カルタバトル（パンダ）
  - ぶーちゃんのお正月（ぶーちゃん）
  - すいか
  - 星座カード
  - お父さん心配
  - 父の日ありがとう（うさぎ）
  - 雨の日どうしてる?（うさぎ）
- おたんじょうび2（いぬ）
  - 雪ん子と雪合戦（雪ん子）
  - 街の女
  - スシ食いねえ（ナレーション）
  - 感謝マン（こども）
  - arigator 参（女）
  - モスキート（女）
- 幸和ピンセットムービー（ヒデキ）
- アドバンス紹介アニメ（リコ）
- 5283さん紹介ムービー「リフォームしよう！」（ナレーター）
- eureka!「あなたに目覚ましコール」
- 「『Cafe-Bar RAERU』 のカクテルを一杯いかが？」
- 「『Cafe-Bar RAERU』 の紅茶 を一杯いかが？」
- 「暗唱、日本古典のさび〜美しい声の美しい日本語〜」
- CNET Japan X eureka!
  - 「ビジネスキャスト 笑っておぼえるITビジネス用語集」（佐野）

## 雑誌取材の掲載
- ボイス・アニメージュ
- 吉祥寺マップ

## ネット取材の掲載
- オタマップうぇぶ

## 通訳
- アニマトリックス音響監督マーク・ラリー（日本音響収録通訳）

## 講師
- 「詩和」講師（カルチャーセンターにて）（詩を使うヒーリング）

## 受賞
- 啓文社 日本一短い感想文コンクール（入選）
- アイフル 平成9年 平成浮世川柳（佳作）
- 伊藤園 第9回「伊藤園お〜いお茶新俳句大賞」（敢闘賞）
- 高知県 平成11年 いい朝のメッセージ（優秀賞）
- 伊藤園 第14回「伊藤園お〜いお茶新俳句大賞」（佳作）

## 執筆
- ML
  - 「声優になりま専科!」・「早口な言葉とゆっくりな考え」（隔週）
- むさしのFM「さわやかポエム」（詩、クリスマス特番原稿など）
- 雑誌『Mr Partner』（記事広告担当ライター）
- Jam-station 「Raele's Healing Garden」（原稿、ポエム）
- 「らえぽえほん」（表紙イラストも手がけたネット配信絵本）
- 「空森」詩の投稿サイト運営―ネット配信朗読と提携。
- 「日本文学人大全」（編集協力（ライティング有り）
- 雑誌「MR.PARTNER」（記事広告欄担当）
- テレビアニメ「ノブナガ・ザ・フール」（脚本）